# 初杲
初杲（1480年—？），字啟昭，湖廣荊州府潛江縣人，明朝政治人物，正德末進士。嘉靖年間官至雲南參政。

## 生平
早年問學童承敘。正德八年湖广乡试第八十五名举人，十六年（1521年），登二甲進士，嘉靖元年（1522年）二月选授四川道試監察御史，大禮議時引經抗疏，忤旨遭到廷杖，幾乎斃命。後劾都御史席書，巡视河东盐法，不久轉河南僉事，分巡睢陈，擒灭流贼王长子、洪辅等数千人。嘉靖十年（1531年）正月升雲南按察司副使，十三年因云南巡抚顾应祥与御史杨东互行攻讦，事連初杲，被逮問。擢雲南參政，乞休。。

## 家族
曾祖初進忠，知縣。祖父初灝，縣主簿。父初珍，成化十九年癸卯舉人，貢士。母袁氏。永感下。
兄初昇，監生。弟初旦，嘉靖乙酉舉人，大竹知縣。